# Fête des Lumières
El Festival de las Luces es también tradicionalmente llamado Fiesta del 8 de diciembre o Día de las iluminaciones. Es un evento popular que se realiza cada año, cuatro días alrededor del 8 de diciembre, siendo ésta la fecha tradicional del evento, en Lyon (Francia). 

## Historia
Sus orígenes provienen de la ciudad de Lyon donde veneran a la Virgen María desde la Edad Media. La ciudad fue colocada bajo su protección en 1643, cuando el sur de Francia se vio afectado por la plaga de la peste. Cuando acaba la plaga, en agradecimiento a la Virgen, los regidores de Lyon, los mercaderes y los notables comenzaron a rendirle homenaje cada año.  

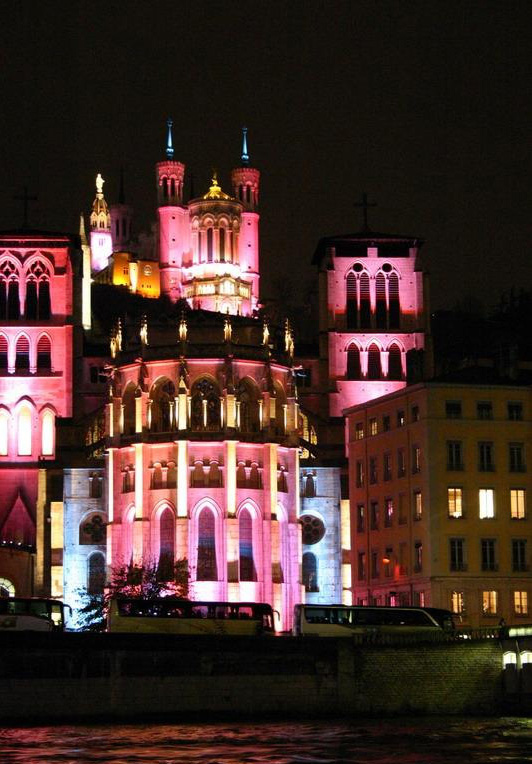
"Festival de las Luces", Basílica de Fourvière (Lyon).

Los habitantes de Lyon también festejan el 8 de diciembre para celebrar la Estatua de Oro, colocada en una torre de la Basílica de Fourvière. Años anteriores se celebraban estas fiestas el día 8 de septiembre encendiendo velas por todas las casas. No obstante, por los problemas de las constantes lluvias, se comenzaron a celebrar el día 8 de diciembre y así continuar con la tradición de las fiestas.
 
Existen confusiones en cuanto al día de la celebración de estas fiestas. Una parte de la población cree que se deben al origen de las iluminaciones de la ciudad o a la creación de la basílica de Notre-Dame de Fourvière, pero realmente las celebraciones se remontan al periodo posterior de la plaga de la peste en 1643.[cita requerida]

## Primeras iluminaciones del 8 de diciembre
En 1852 se inauguró la estatua de la Virgen María erigida la capilla de Fourvière, por el escultor Joseph-Hugues Fabisch, el cual fue propuesto por algunos devotos católicos notables de Lyon y luego aceptado por el cardenal de Bonald en 1850. La inauguración de la estatua se tenía prevista que se celebrara el 8 de septiembre de 1852, por la fiesta de la Natividad de la Virgen y la fecha de aniversario de concejales del año 1643. Pero una oleada del río Saône ha impedido que estuviera listo ese día y se efectuara la ceremonia. El arzobispo, de acuerdo con el Comité de los laicos, decide posponer la fecha de apertura para el día 8 de diciembre.

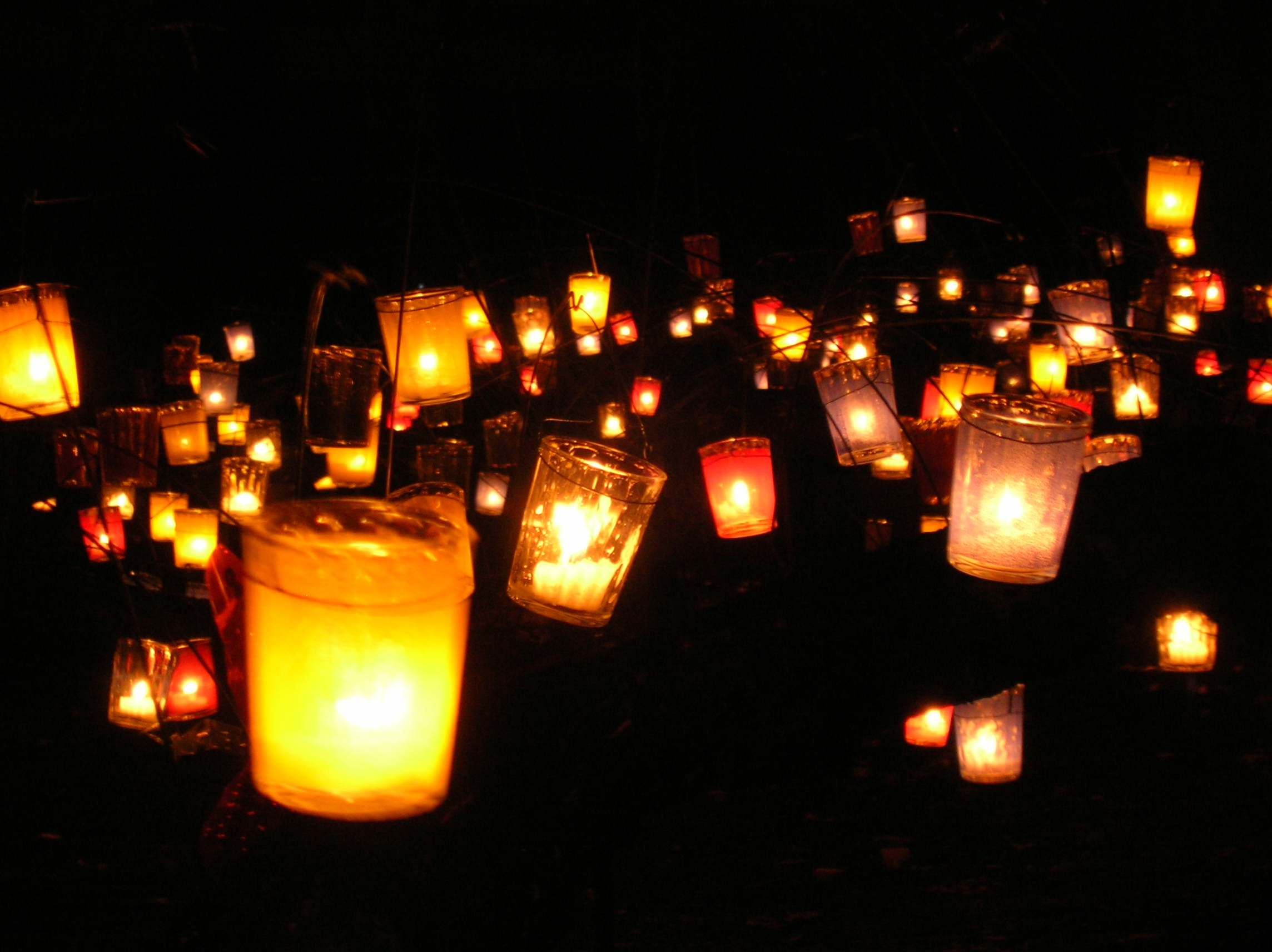
Velas encendidas por el 8 de diciembre

Sin embargo, el 8 de diciembre es la fecha de la fiesta de la Inmaculada Concepción de la Virgen del festival que se celebra desde el siglo IX, aunque el dogma data sólo de 1854. Desde el día anterior de la inauguración todo estaba listo para las fiestas. La estatua debía ser iluminada por las antorchas, se esperaban fuegos artificiales desde lo alto de la colina y bandas de música tocarían en las calles. Los católicos notables de Lyon proponen iluminar las fachadas de sus casas, como se hace tradicionalmente, para los grandes eventos (entradas reales, victorias militares, etc.).
Pero el 8 de diciembre por la mañana, una violenta tormenta descendió en Lyon. El maestro de ceremonias de inmediato decidió cancelar todo y se trasladaron las siguientes festividades para el domingo por la noche. Entonces, finalmente, el cielo se despejó y la población en Lyon, que había esperado mucho tiempo a la ceremonia comenzó a festejar. Desde entonces, los habitantes iluminan las ventanas de las casas que dan a la calle, y algunas bengalas se encienden rápidamente para iluminar la estatua y la capilla Notre-Dame-de-Fourvière (la basílica todavía no existente). También se comenzaron a cantar himnos y gritar «¡Viva María!» hasta altas horas de la noche.

## Continuando con la tradición
Desde 1852 el festival se ha ampliado cada año. La tradición de la decoración se mantiene en todas las familias de Lyon, se emplean una variedad de vasos gruesos de colores en forma de velas iluminadas todos los 8 de diciembre. A partir de noviembre, podemos encontrar todos estos accesorios en las tiendas además de una variedad de tartas y bebidas creadas para la ocasión. En la noche del 8 de diciembre, las velas se encienden y se colocan en vasos depositados en el borde de las ventanas.
Desde el municipio Michel Noir en 1989, el festival se acompaña de actividades espontáneas que ofrece tanto el municipio como sus animadores. Estos acontecimientos han hecho que estas fiestas adquieran un carácter turístico, el cual atrae a millones de visitantes cada año. Sin embargo, la participación popular sigue siendo fuerte debida a las fachadas iluminadas, las cuales invitan a pasear en la tarde del 8 de diciembre.
Sin embargo, a pesar del compromiso de Lyon con la tradición, las ventanas con velas siguen siendo una minoría en la actualidad. Esto se debe principalmente a la parte comercial que ha hecho eclipsar la tradición.

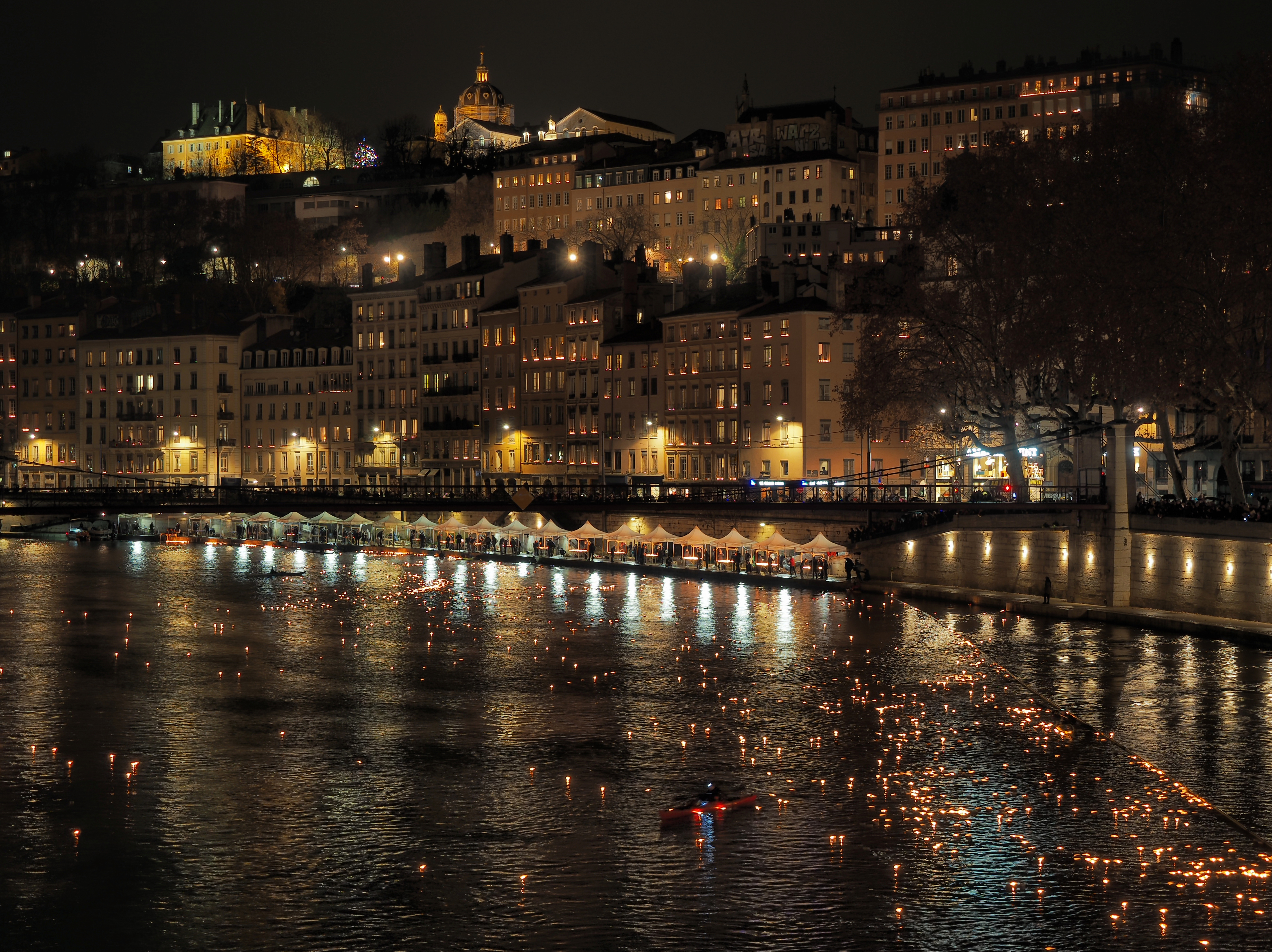
Fête des Lumières de 2019

La fiesta en la actualidad sigue creciendo cada año y la presencia de los grandes diseñadores de renombre nacional e internacional ilustran la creciente reputación de este evento. Repartidas en cuatro días a partir de 1992,  Lyon ofrece toda la escenografía de la ciudad y muestra luces innovadoras y sorprendentes en los sitios más tradicionales e inusuales.
Heavent Sud, salón de eventos profesionales, organiza el 29 de marzo de 2007, en el Palais des Festivals en Cannes, la primera edición de la entrega de premios. El Festival de las Luces fue galardonado con el trofeo de "Mejor Evento del Consumidor 2006".
Cada vez es más popular, el festival de luces recibe cada año más visitantes por lo que es probablemente uno de los tres festivales más importantes de Francia.